# Mozé-sur-Louet
Mozé-sur-Louet is een gemeente in het Franse departement Maine-et-Loire in de regio Pays de la Loire. De plaats maakt deel uit van het arrondissement Angers. Mozé-sur-Louet telde op 1 januari 2022 2.033 inwoners.

## Geografie
De gemeente maakte deel uit van het kanton Vihiers tot het op 15 maart 2015 werd opgenomen in het op die dag gevormde kanton Chemillé-Melay, dat op 5 maart 2021 werd hernoemd naar kanton Chemillé-en-Anjou.
De oppervlakte van Mozé-sur-Louet bedroeg op 1 januari 2022 25,53 vierkante kilometer; de bevolkingsdichtheid was toen 79,6 inwoners per km².

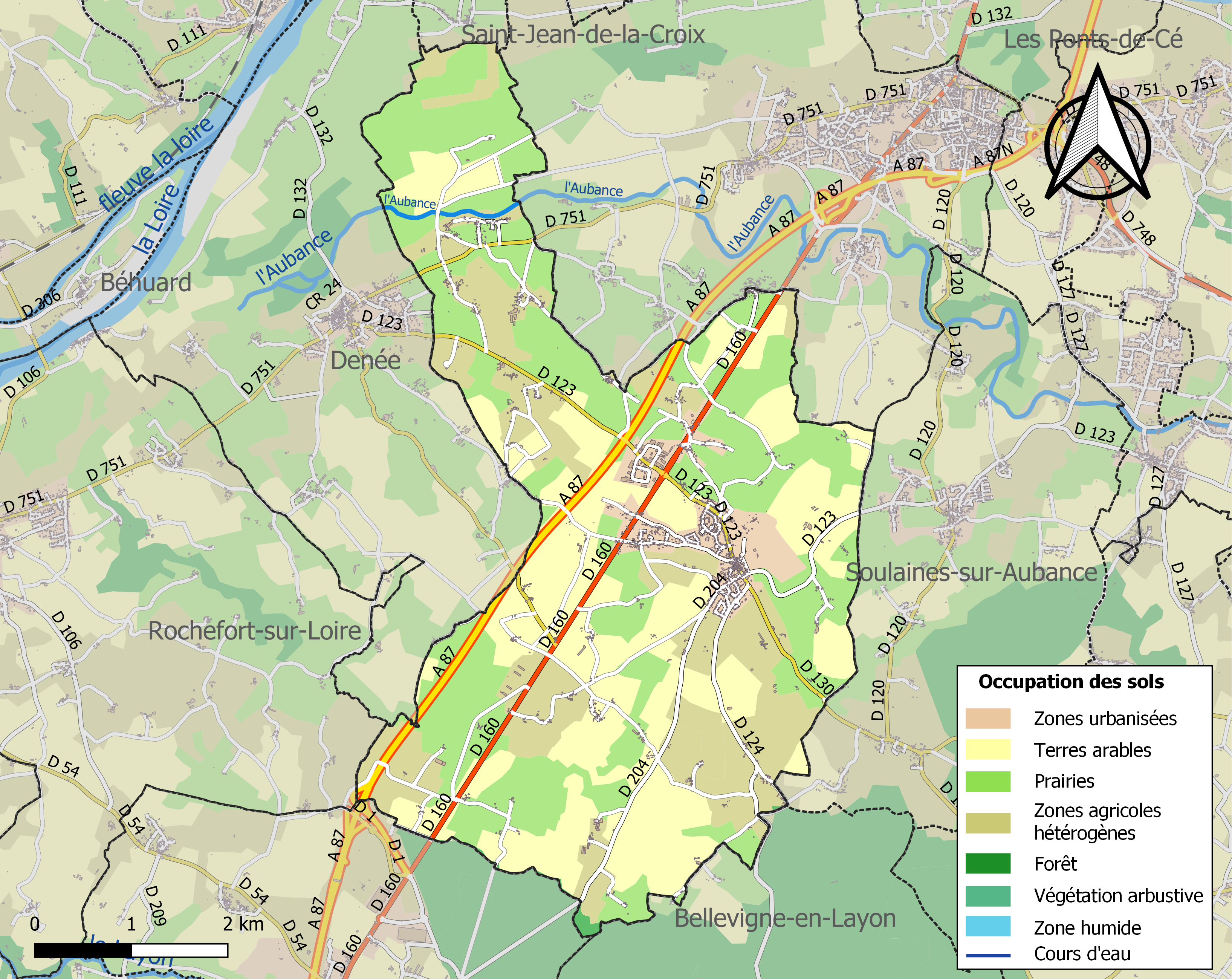
Kaart van de gemeente met de belangrijkste infrastructuur, bodemgebruik en omliggende gemeenten

## Demografie
Onderstaande figuur toont het verloop van het inwonertal (bron: INSEE-tellingen).